# Феджету-де-Сус (Алба)
Феджету-де-Сус (рум. Făgetu de Sus) — село у повіті Алба в Румунії. Входить до складу комуни Пояна-Вадулуй.
Село розташоване на відстані 334 км на північний захід від Бухареста, 67 км на північний захід від Алба-Юлії, 71 км на південний захід від Клуж-Напоки, 142 км на північний схід від Тімішоари.

## Населення
За даними перепису населення 2002 року у селі проживала 191 особа, усі — румуни. Усі жителі села рідною мовою назвали румунську.